# Talitha (Vorname)
Talitha oder Talita ist ein weiblicher, aramäischer Vorname.

## Herkunft und Bedeutung
Talita (טַלְיְתָא taljətāʾ) bedeutet auf Aramäisch „Mädchen“.
Die Verwendung als Name geht wohl zurück aufs Markusevangelium, wo Jesus die Tochter des Jaïrus mit den aus dem Aramäischen stammenden Worten „Talita kum“ (altgriechisch ταλιθα κουμ „Mädchen, steh auf‘“) von den Toten auferweckt (Mk 5,41 ).

## Verbreitung
In Brasilien war der Name Talita vor allem zwischen 1980 und 2000 sehr beliebt. Dabei wurde der Name überwiegend in der Schreibweise Talita, seltener Thalita, vergeben. Bis heute ist der Name dort verbreitet.
In Deutschland ist der Name äußerst selten. Er wird vor allem in christlichen Kreisen vergeben.

## Varianten
- Talita
- Talitha
- Thalita
- Talyta

## Bekannte Namensträger

### Talita
- Talita Antunes da Rocha (* 1982), brasilianische Beachvolleyballspielerin

### Talitha
- Talitha Bateman (* 2001), US-amerikanische Schauspielerin
- Talitha Getty (1940–1971), Schauspielerin
- Talitha MacKenzie, US-amerikanische Sängerin
- Talitha Washington (* 1974), US-amerikanische Mathematikerin und Hochschullehrerin

### Thalita
- Thalita de Jong (* 1993), niederländische Radrennfahrerin